# Écluse des Minimes
L'écluse des Minimes est la deuxième écluse du canal du Midi située dans le quartier des Minimes sur la commune de Toulouse dans la Haute-Garonne. Construite vers 1670, elle se trouve à 2 km des Ponts-Jumeaux, point de départ et de jonction avec le canal latéral à la Garonne et le canal de Brienne à Toulouse.
L'écluse des Minimes, ascendante dans le sens ouest-est, se trouve à une altitude de 139 m. Les écluses adjacentes sont l'écluse Bayard à l'est et l'écluse du Béarnais à l'ouest.

## Histoire
L'écluse, construite vers 1670, a subi d'importantes modifications lors du passage au gabarit Freycinet ; autrefois écluse double, elle est devenue une grande écluse simple.